# Corona (Passifloraceae)

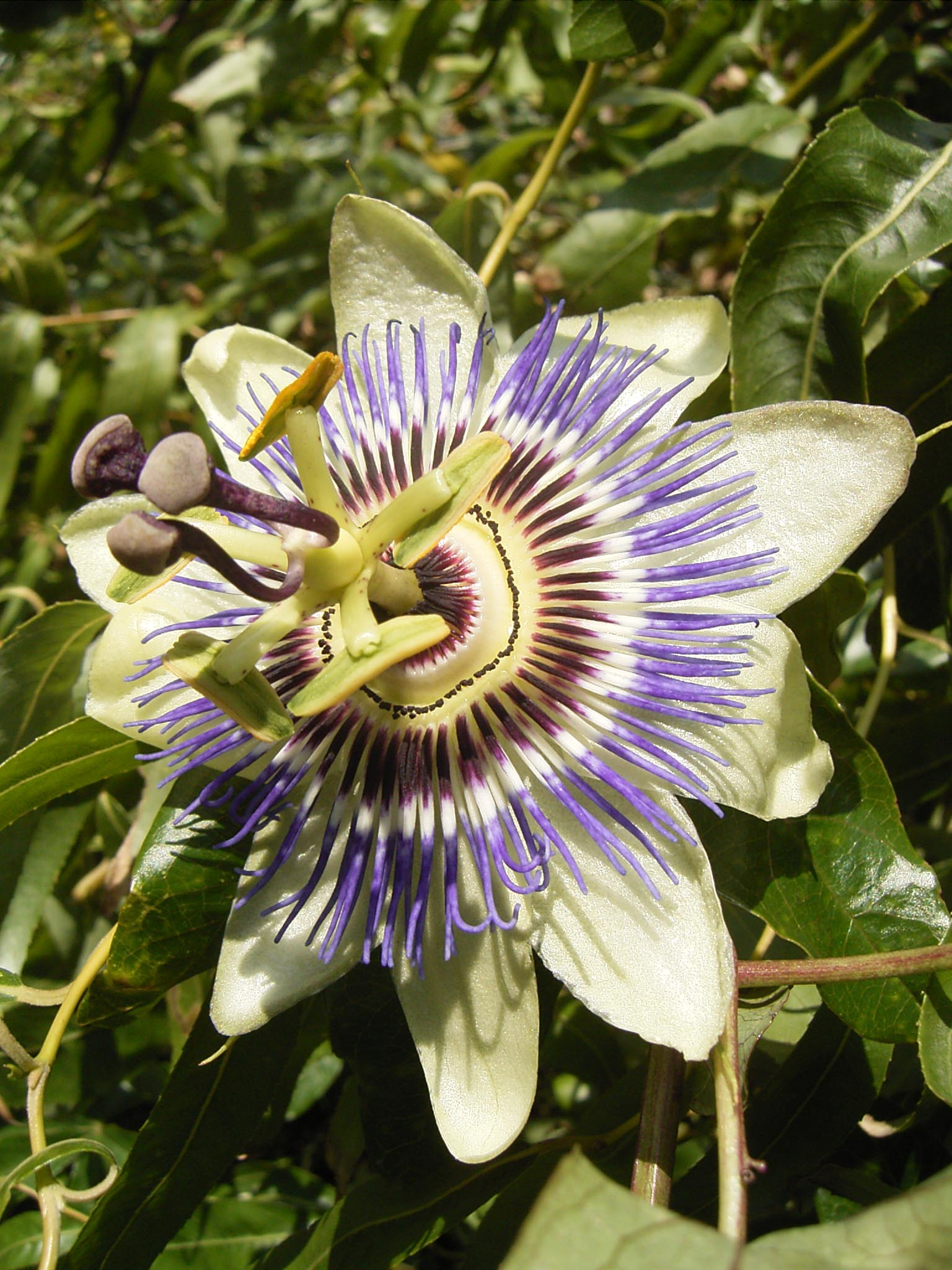
Passiflora caerulea met gestreepte buitencorona

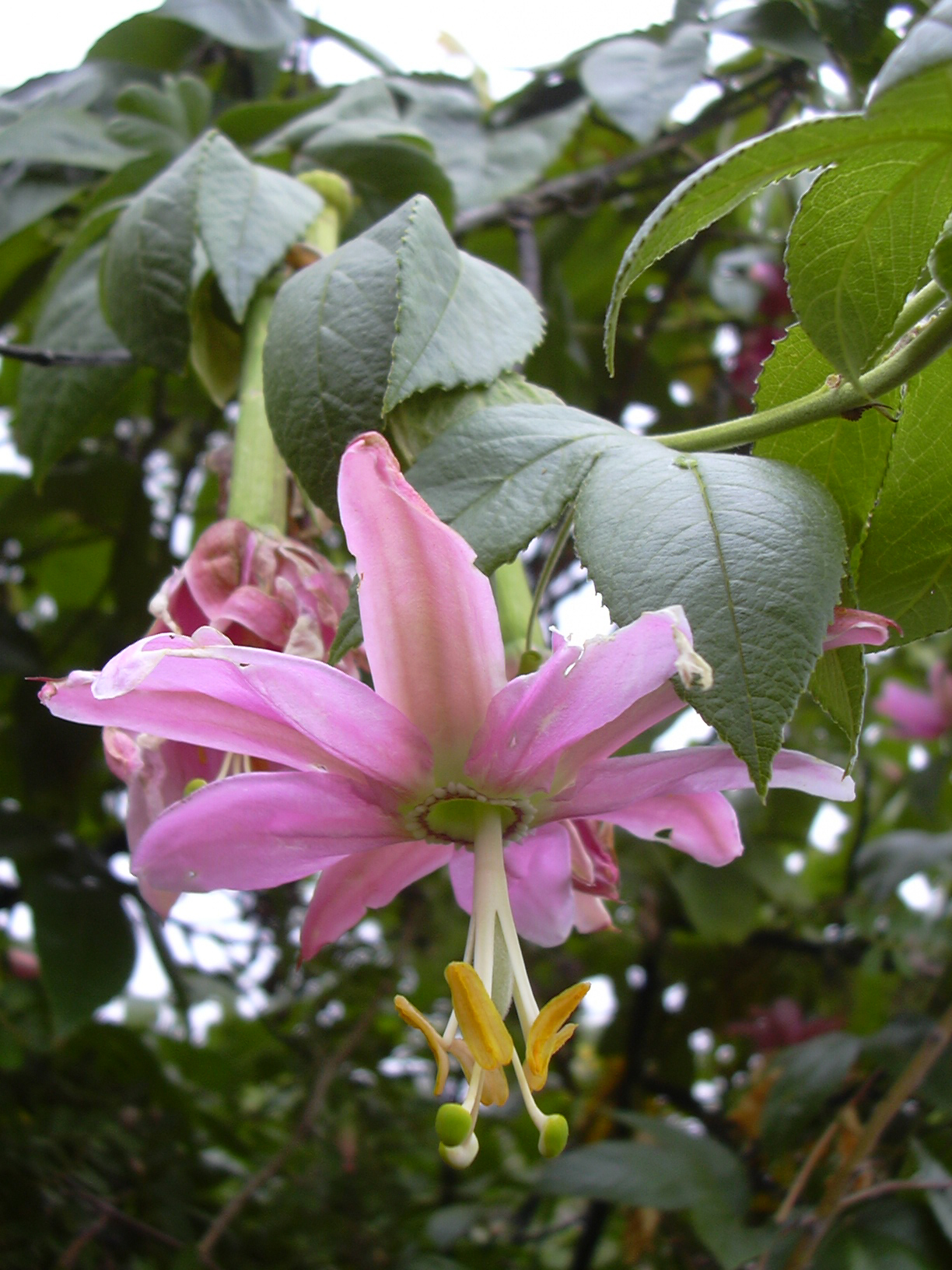
Passiflora tarminiana met alleen een buitencorona bestaande uit een rij witte knobbeltjes

De corona is een structuur die voorkomt bij alle plantensoorten uit de familie Passifloraceae. Waarschijnlijk is deze structuur de bron van het kruisigingverhaal van Jezus, waardoor de naam Passiflora verklaard kan worden. Deze structuur komt voor bij alle geslachten in de familie Passifloraceae, maar is het meest ontwikkeld bij passiebloemen (Passiflora). De andere geslachten hebben vaak maar één of een paar rijen simpele filamenten. Bij passiebloemen vertonen deze rijen verschillen in grootte, kleur, vergroeiing en functie. Het is een bundel van filamenten aan de basis van de kelk- en de kroonbladeren.
Het wordt algemeen aangenomen dat de corona zich  evolutionair heeft ontwikkeld uit de kelk- en de kroonbladeren. Vaak worden de buitenste, opvallende filamenten buitencorona genoemd en de binnenste, kortere filamenten binnencorona genoemd. Binnen deze corona’s bevindt zich een binnenste coronarij die vaak de nectarklieren omgeeft. Bij veel soorten is deze min of meer gefuseerd tot een membraan. Vanwege de aparte vorm en functie heeft deze coronarij een eigen naam: operculum. Het operculum is het opvallendst bij de soorten Passiflora murucuja en Passiflora tulae waarbij het operculum de hele corona vormt en is gevormd tot een opvallend, buisvormig membraan. De buitencorona bestaat vaak uit een of twee dikke, kleurrijke rijen filamenten. Deze dient als visuele aandachtstrekker van bestuivers, als een landingsplaats voor bestuivers bij bepaalde soorten, als voortbrenger van  geuren en door zijn fysieke interactie met delen van de androgynofoor en de stamper en meeldraden dient het ter specificatie welke bestuiver toegang krijgt tot de nectar. De binnencorona bestaat meestal uit een of twee rijen filamenten,  kan ook uit een serie rijen kleine filamenten bestaan of kan ook afwezig zijn zoals bij soorten als Passiflora tarminiana.

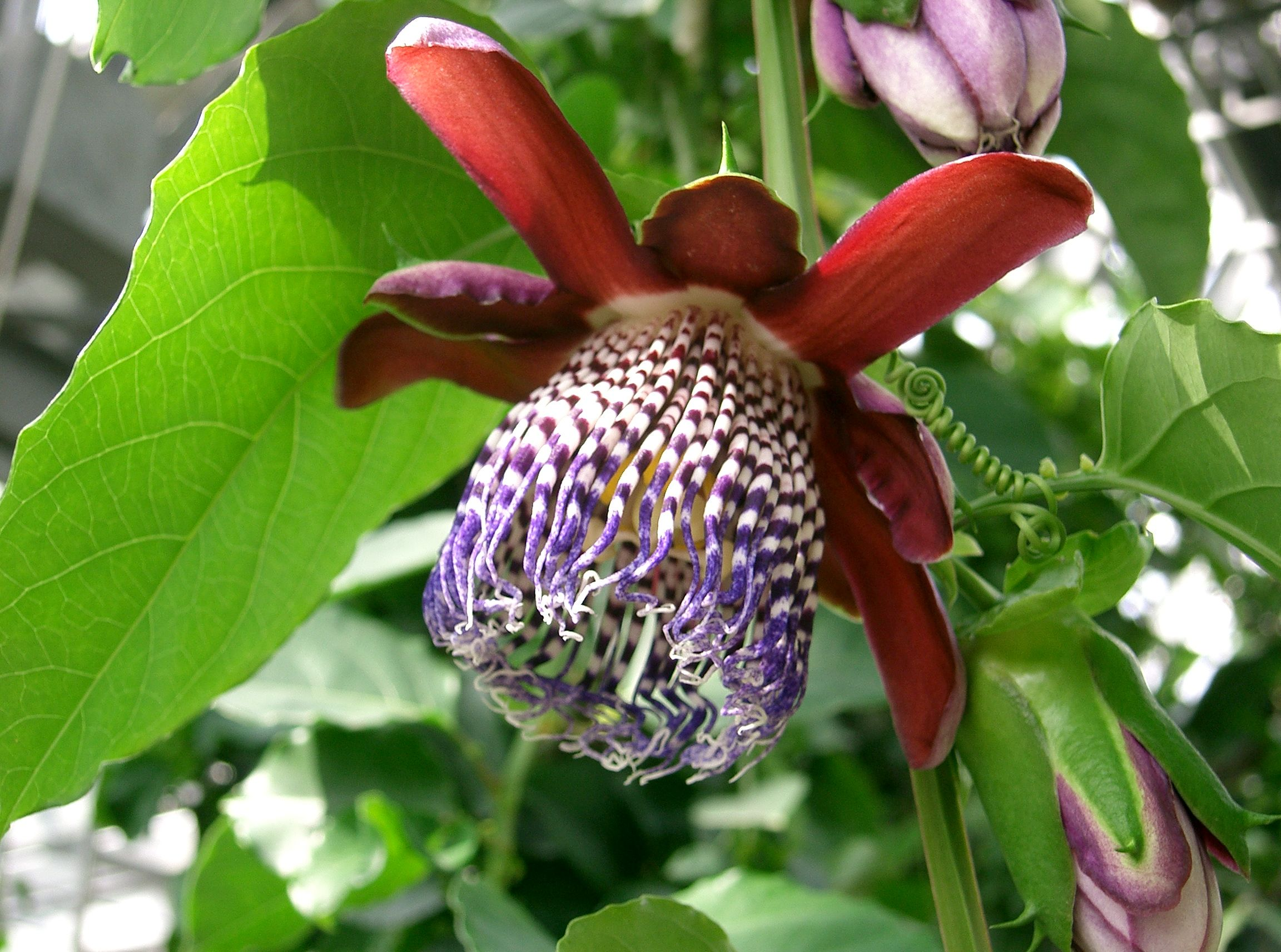
Passiflora alata met gestreepte en gegolfde buitencorona

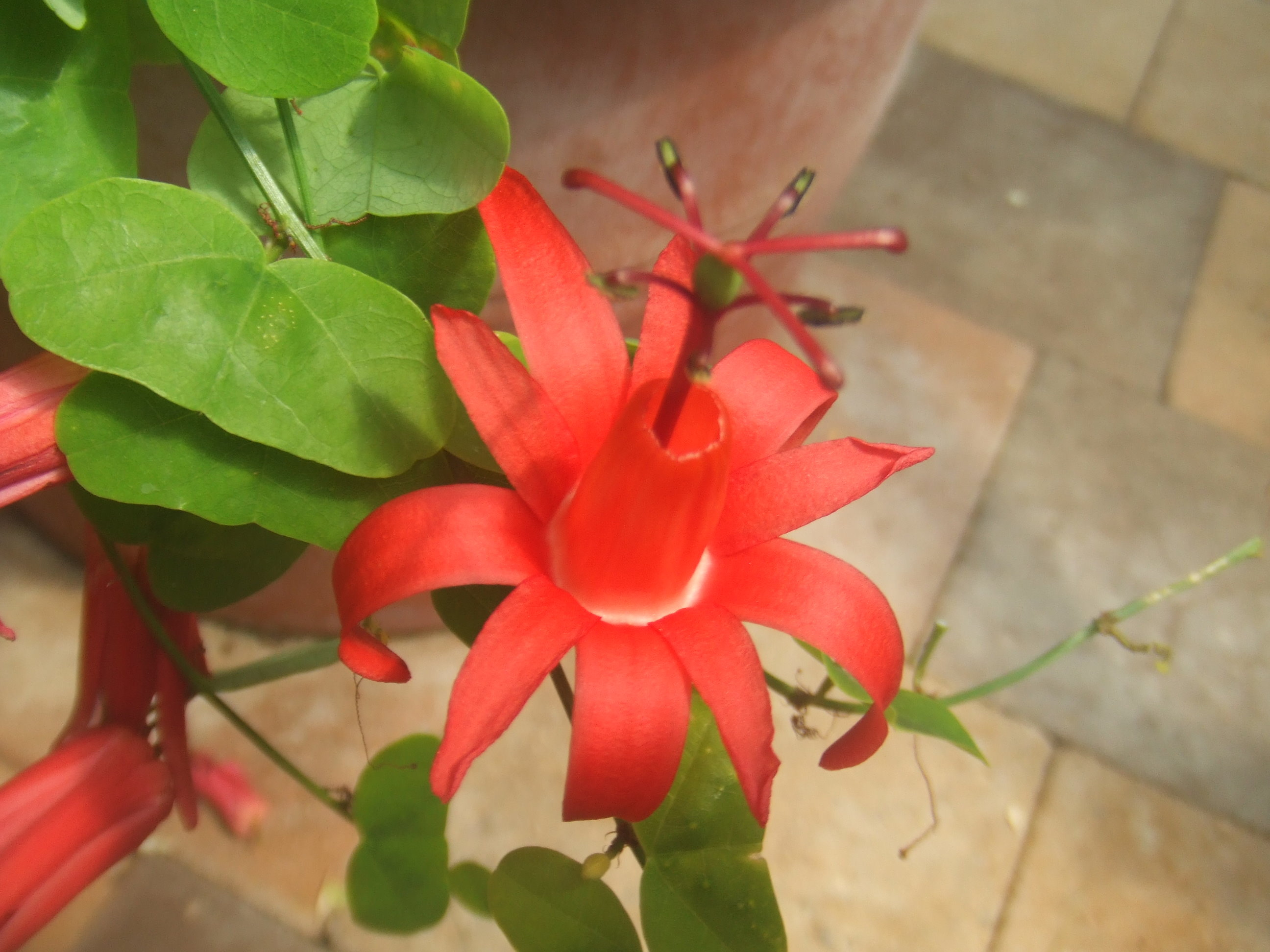
Passiflora murucuja met operculum